# Spit Out the Bone
«Spit Out the Bone» és el trenta-novè senzill de la banda estatunidenca Metallica, presentat com a cinquè de l'àlbum Hardwired... to Self-Destruct el 14 de novembre de 2017.
Hetfield va explicar que el títol de la cançó prové de la cançó «Passenger on the Menu», de la banda de punk rock Charged GBH (1982).
El videoclip fou dirigit per Phil Mucci, filmat a la ciutat italiana de Matera, i es va llançar el 17 de novembre de 2016. Es mostra un grup d'humans renegats que es revolten amb les normes de les màquines.
Tan la crítica com els seguidors de la banda van considerar que era la millor de l'àlbum. Va ser inclosa en la banda sonora del videojoc WWE 2K19.

## Llista de cançons
| Núm. | Títol               | Durada |
| ---- | ------------------- | ------ |
| 1.   | «Spit Out the Bone» | 7:09   |